# Tancama

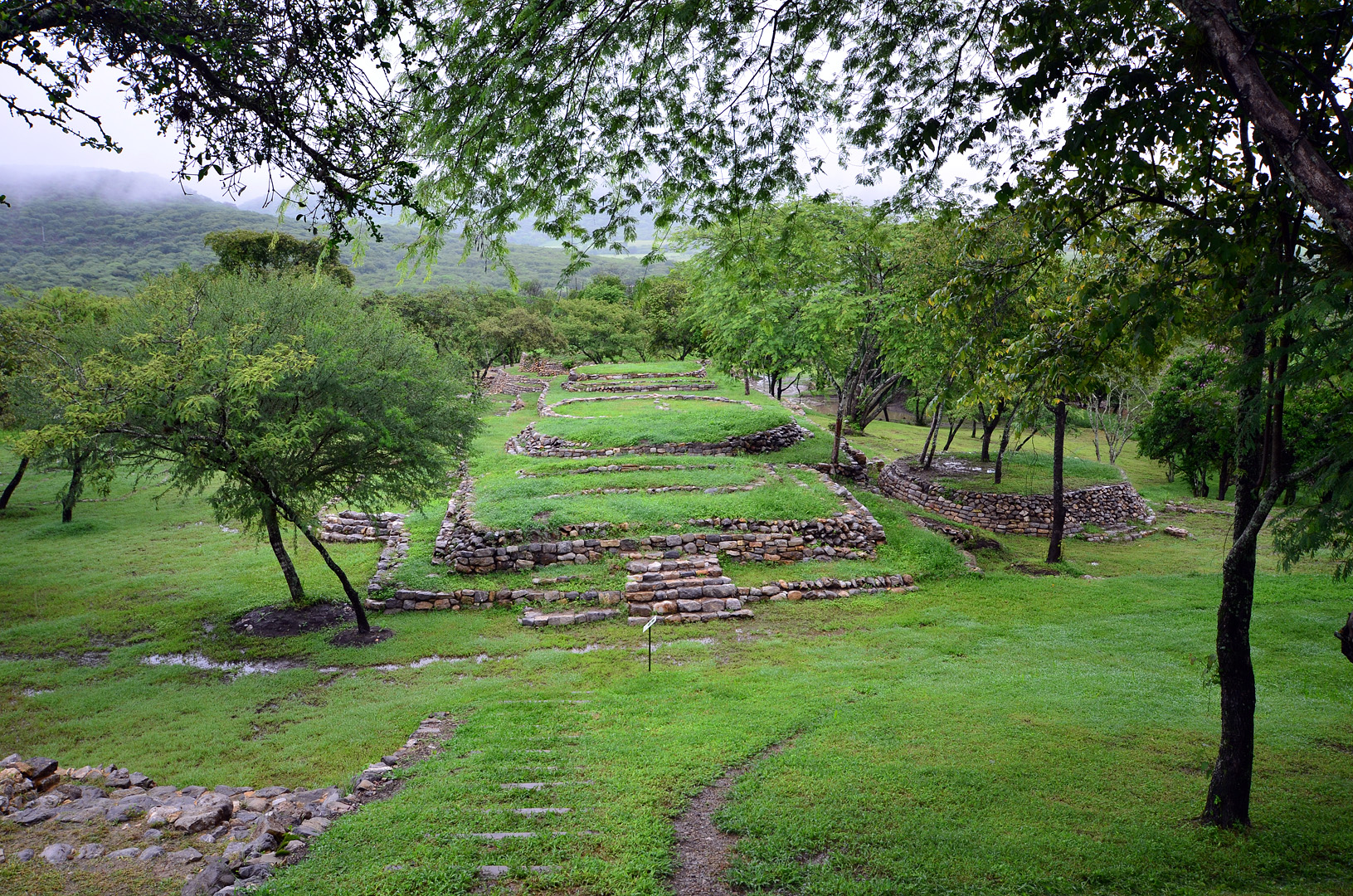
Archäologische Stätte von Tancama

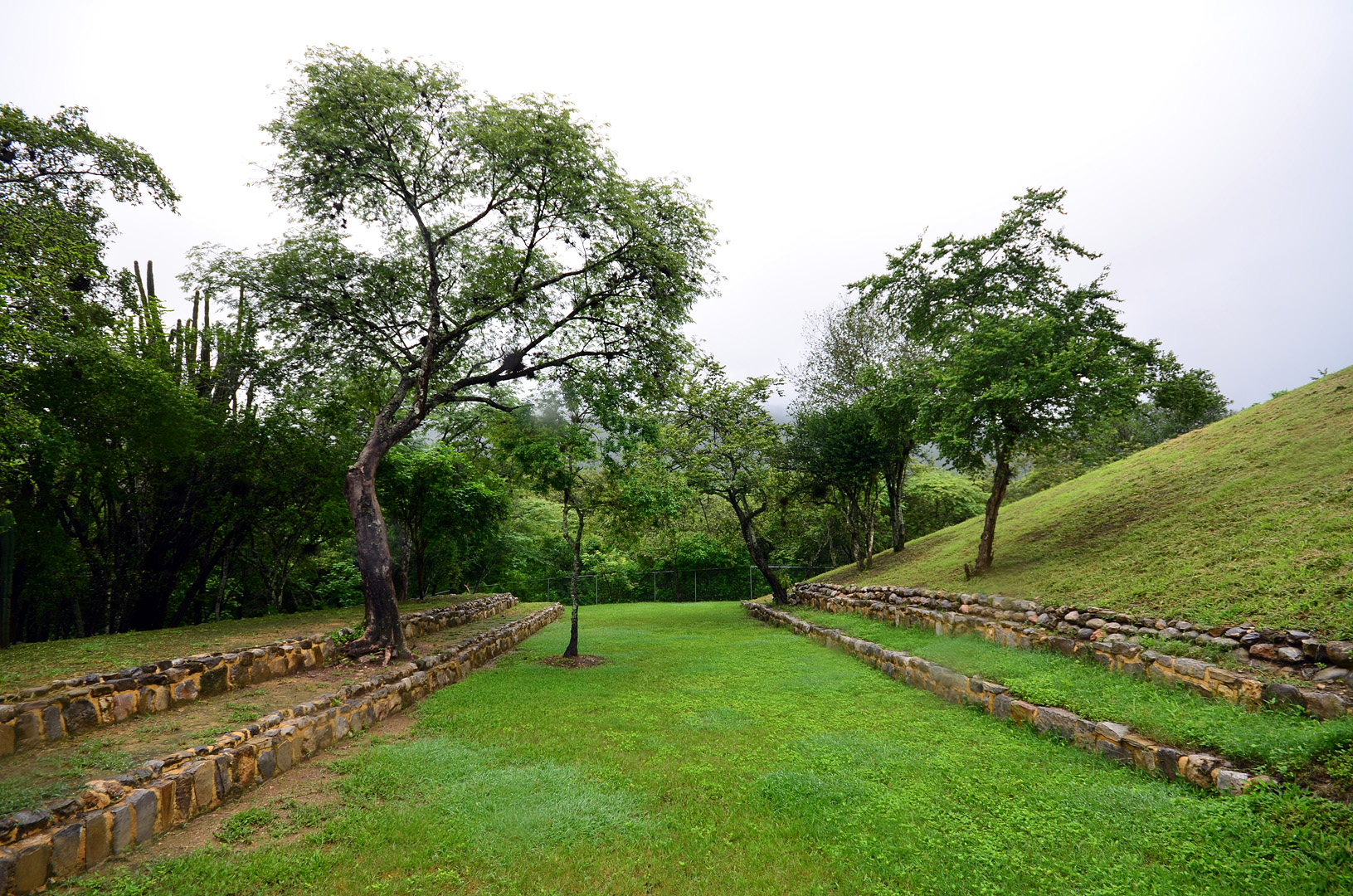
Ballspielplatz in Tancama

Tancama (huaxtekisch: Feuer(stein)ort) ist ein kleiner archäologischer Fundort im mexikanischen Bundesstaat Queretaro.

## Lage
Der ca. 975 m hoch gelegene Fundort Tancama liegt in der Nähe der kleinen Ansiedlung Tancama ca. 10 km  südöstlich von Jalpan de Serra in der Gebirgsregion der Sierra Gorda.

## Geschichte
Die Errichtung der Stätte fällt in die Zeit von vor 500 n. Chr. bis um 900 n. Chr., obwohl ihre Gründung möglicherweise bis ins 2./3. Jahrhundert zurückreicht. Der Fundort ist von der huaxtekischen Kultur geprägt.

## Archäologische Stätte
In Tancama, das seit 2011 öffentlich zugänglich ist, sind um zwei Plätze (plazas) herum mehrere runde, halbrunde und rechteckige Pyramidensockel freigelegt worden. Darüber hinaus besitzt der Fundort einen Ballspielplatz von ca. 18 Meter Länge, der zu den kleinsten gehört, die in Mesoamerika entdeckt wurden. Stelen oder Reste von Stuckverkleidungen wurden nicht gefunden.